# Gheorghe A. Polizu
ă
Gheorghe A. Polizu (n. 1819, București, Țara Românească – d. 16 octombrie 1886, București, România) a fost un medic român, membru de onoare al Academiei Române.
Gheorghe Polizu și-a luat doctoratul în medicină la Berlin, în anul 1845.
A fost ocupat funcțiile de medic primar la spitalele Filantropia (1852-1857) și Colțea (1852-1854).
A fost profesor universitar de anatomie descriptivă (1869-1880) și fiziologie, decan al Facultății de Medicină din București de trei ori.
A fost membru fondator al Societății Medicale Științifice din București, decan al Facultății de Medicină București (1869-1880), fondator al publicațiilor medicale Gazeta medicală (1865) și România medicală (1857).
În anul 1871 a fost ales membru de onoare al Academiei Române.
Dr. Gheorghe Polizu s-a implicat și în viața politică, fiind ales deputat și senator de Olt, pe listele PNL, în mai multe legislaturi.
Gheorghe Polizu a fost autorul primului manual românesc de anatomie „Prescurtare de anatomie descriptivă... pentru medici și felceri” (1859). A mai publicat un atlas de fiziologie. A creat o școală de anatomiști români.
În București există Spitalul Clinic „Gheorghe Polizu” și strada Gheorghe Polizu.

## Lucrări
- Vocabular româno-german, Kronstadt, 1857, 606 pp.
- Mica chirurgie cu notice practice în binele bolnavului, București, 1859.